# Jazz&mo'
Jazz&mo', tot 2017 Jazzmozaïek getiteld, is een driemaandelijks tijdschrift over jazz, uitgegeven door de vzw Muziekmozaïek met de steun van het Ministerie van de Vlaamse Gemeenschap. 
Het tijdschrift, dat een brede kijk wil bieden op activiteiten en evoluties binnen de jazz in Vlaanderen en de wereld, werd opgericht in 2000 door Luc De Baets onder de naam Jazzmozaïek. Vaste elementen zijn interviews met binnen- en buitenlandse jazzartiesten, recensies van albums en concerten en de rubrieken Ins & Outs (over jazzharmonie), Jong & Geweldig (over aanstormend talent) en De platenkast (waarin bekende jazzfans en -muzikanten een blik laten werpen in hun muziekverzameling). Elk nummer is opgebouwd rond een bepaald thema. 
Bekende medewerkers uit heden en verleden zijn onder meer Marc Van den Hoof, Jack van Poll, Sim Simons en Chris Joris. 